# Alberico Di Cecco

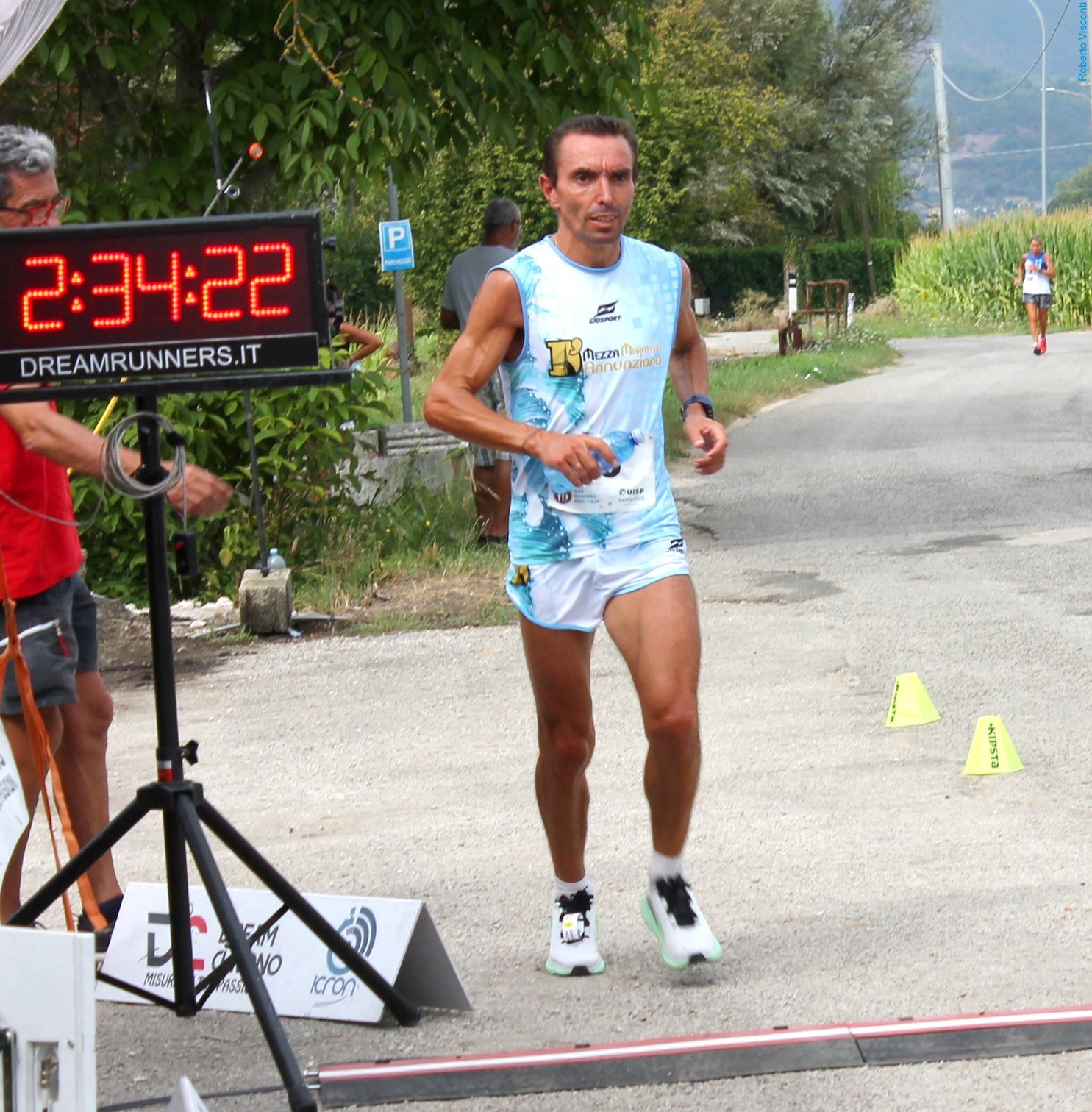
Alberico Di Cecco, 2021

Alberico Di Cecco (* 19. April 1974 in Guardiagrele) ist ein italienischer Marathonläufer.

## Leben
Bei seinem Debüt auf der 42,195-km-Distanz kam er 1996 auf Platz 19 bei der Maratona d’Italia in 2:20:23 h. Im Jahr darauf belegte er beim Turin-Marathon den 13. Platz.
Seinen Durchbruch hatte er 2000, als er Zweiter bei der Maratona d’Italia wurde. 2001 wurde er Dritter beim Rom-Marathon und kam bei den Leichtathletik-Weltmeisterschaften in Edmonton auf den 17. Platz. 2002 siegte er beim Piacenza-Marathon sowie in Turin und wurde Zwölfter bei den Leichtathletik-Europameisterschaften in München. Mit einem weiteren dritten Platz in Rom qualifizierte er sich für die WM 2003 in Paris/Saint-Denis, bei der er auf Platz 22 einlief. Beim New-York-City-Marathon wurde er Fünfter.
2004 wurde er nach einem sechsten Platz beim Treviso-Marathon und einem zweiten in Turin für die Olympischen Spiele in Athen nominiert, bei denen er Neunter wurde. 2005 siegte er in Rom und wurde Sechster in New York City. 2006 wurde er Zweiter beim Venedig-Marathon. Ebenfalls Zweiter wurde er 2007 bei der Maratona di Sant’Antonio und beim Florenz-Marathon. 2008 wiederholte er seinen zweiten Platz bei der Maratona di Sant’Antonio. Bei der Maratona d’Italia kam er als Fünfter ins Ziel, wurde aber bei der anschließenden Dopingkontrolle positiv auf Erythropoetin (EPO) getestet. Daraufhin wurde er disqualifiziert und wegen dieses Verstoßes gegen die Dopingbestimmungen für zwei Jahre gesperrt.
Alberico Di Cecco ist 1,74 Meter groß und wiegt 62 kg. Er wird von Romano Tordelli trainiert und startet für die Carabinieri Bologna.

## Persönliche Bestzeiten
- 10.000 m: 28:48,51 min, 17. Juni 2000, Carpi
- Halbmarathon: 1:01:55 h, 1. April 2002, Prato
- Marathon: 2:08:02 h, 13. März 2005, Rom